# Совет Министров Казахской ССР (1990)
Список Совета Министров Казахской ССР образованного 17 марта 1990 г. постановлением Верховного Совета Казахской ССР.

## Руководство
1. Председатель Совета Министров, Казахской ССР — Караманов, Узакбай Караманович.
2. Первый заместитель Председателя Совета Министров Казахской ССР — Гукасов, Эрик Христофорович.
3. Первый заместитель Председателя Совета Министров Казахской ССР, председатель Государственного планового комитета Казахской ССР — Абдуллаев, Калык Абдуллаевич.
4. Первый заместитель Председателя Совета Министров Казахской ССР, председатель Государственного агропромышленного комитета Казахской ССР — Турсумбаев, Балташ Молдабаевич.
5. Заместитель Председателя Совета Министров Казахской ССР — Жёлтиков, Октябрь Иванович.
6. Заместитель Председателя Совета Министров Казахской ССР — Макиевский, Николай Михайлович.
7. Заместитель Председателя Совета Министров Казахской ССР — Омербаева, Кумусжан Сагындыковна.
8. Заместитель Председателя Совета Министров Казахской ССР — Турысов, Каратай Турысович.

## Министры
1. министр внутренних дел Казахской ССР — Берсенёв, Михаил Терентьевич,
2. министр здравоохранения Казахской ССР — Аманбаев, Аксултан Аманбаевич,
3. министр иностранных дел Казахской ССР — Арыстанбекова, Акмарал Хайдаровна,
4. министр легкой промышленности Казахской ССР — Джомартов, Абдразак Чаушенович, (каз.)
5. министр мелиорации и водного хозяйства Казахской ССР — Гончаров, Виктор Александрович,
6. министр монтажных и специальных строительных работ Казахской ССР — Жогов, Алексей Николаевич,
7. министр народного образования Казахской ССР — Шаяхметов, Шайсултан Шаяхметович,
8. министр связи Казахской ССР — Ульянов, Игорь Вадимович,
9. министр финансов Казахской ССР — Абдикадиров, Тулеубек
10. министр хлебопродуктов Казахской ССР — Остапенко, Юрий Иванович,
11. министр энергетики и электрификации Казахской ССР — Нуржанов, Булат Газисович,
12. министр юстиции Казахской ССР — Ержанов, Галихан Нурмуханбетович,
13. министр автомобильных дорог Казахской ССР — Бекбулатов, Шамиль Хайруллович,
14. министр бытового обслуживания населения Казахской ССР — Бейсенов, Саят Дюсенбаевич,
15. министр газификации и топлива Казахской ССР — Путинцев, Владимир Александрович,
16. министр жилищно-коммунального хозяйства Казахской ССР — Халыков, Газиз,
17. министр местной промышленности Казахской ССР — Едильбаев, Ибрагим Баймуратович,
18. министр промышленности строительных материалов, Казахской ССР — Минибаев, Александр Касимович,
19. министр социального обеспечения Казахской ССР — Кадырова, Зауре Жусуповна,
20. министр транспорта Казахской ССР — Томашец, Александр Константинович,

## Председатели и начальники
1. председатель Комитета государственной безопасности Казахской ССР — Вдовин, Николай Анатольевич,
2. председатель Государственного комитета Казахской ССР по культуре — Саудабаев, Канат Бекмурзаевич,
3. председатель Государственного комитета Казахской ССР по материально-техническому снабжению — Бектемисов, Амангельды Иманакышевич,
4. председатель Государственного комитета Казахской ССР по надзору за безопасным ведением работ в промышленности и горному надзору — Мулькибаев, Орынбасар Мулькибаевич,
5. председатель Государственного комитета Казахской ССР по печати — Закирьянов, Калит,
6. председатель Государственного комитета Казахской ССР по статистике — Жумасултанов, Тулеубай Жумасултанович,
7. председатель Государственного комитета Казахской ССР по телевидению и радиовещанию — Ашимбаев, Сагат,
8. председатель Государственного комитета Казахской ССР по физической культуре и спорту — Акпаев, Аманча Сейсенович,
9. председатель Государственного комитета Казахской ССР по ценам — Дербисов, Еркешбай Жайлаубаевич,
10. председатель Государственного строительного комитета Казахской СОР — Галимов, Фарит Хабибрахманович,
11. председатель Государственного комитета Казахской ССР по внешнеэкономическим связям — Абишев, Сыздык Жуматаевич,
12. председатель Государственного комитета Казахской ССР по обеспечению нефтепродуктам — Денисов, Виктор Владимирович,
13. управляющий делам Совета Министров Казахской ССР — Селиванов, Дмитрий Иосифович,
14. начальник Главного территориального управления при Совете Министров Казахской ССР по строительству в городе Алма-Ате и Алма-Атинскои области, министр Казахской ССР — Ермегияев, Амангельди Динович.